# 米佐奇
50°24′25″N 26°8′42″E / 50.40694°N 26.14500°E
米佐奇，是烏克蘭的市級鎮，位於該國西北部羅夫諾州，處於斯圖巴茲卡河畔，始建於1322年，面積16.24平方公里，2023年人口3,230，人口密度每平方公里218.6人。